# Tragöss
Tragöss är en tidigare kommun i distriktet Bruck-Mürzzuschlag i förbundslandet Steiermark i Österrike.
Kommunen blev den 1 januari 2015 en del av den nybildade kommunen Tragöß-Sankt Katharein.
Kommunen bestod av fyra orter (Ortschaften) (inom parentes invånarantal 1 januari 2024):
- Oberort (369)
- Pichl-Großdorf (382)
- Tal (15)
- Unterort (129)